# Академия Службы государственной безопасности имени Гейдара Алиева
Академия Службы государственной безопасности (СГБ) имени Гейдара Алиева (азерб. Dövlət Təhlükəsizliyi Xidmətinin Heydər Əliyev adına Akademiyası) — высшее военное учебное заведение Азербайджана, занимающееся подготовкой кадров для Службы государственной безопасности и Службы внешней разведки Азербайджанской Республики.

## Создание
Академия Министерства национальной безопасности (ныне — Служба государственной безопасности) создана распоряжением президента Азербайджана Гейдара Алиева 1 декабря 1998 года. Академия является высшим военным учебным заведением, осуществляющим профессиональную подготовку кадров органов Службы государственной безопасности и Службы внешней разведки, подготовку высококвалифицированных специалистов со специальным высшим образованием, а также пограничных контролёров и офицеров-пограничников для Государственной пограничной службы.

## Учебная подготовка
Преподавание в Академии осуществляют научные работники и лица с опытом длительной работы в органах национальной безопасности и Государственной пограничной службы, что обеспечивает получение курсантами теоретических знаний и специальной подготовки, необходимой для будущей служебной деятельности. Практическое и теоретическое руководство научно-учебной деятельностью Академии осуществляет Научный Совет.
В Академии проводится учебно-методическая и научно-исследовательская работа по всем специальностям. Занятия проводятся в отвечающих современным требованиям учебных корпусах. Для обеспечения высокого уровня учебного процесса созданы специальные кабинеты, аудитории, компьютерные залы, оснащённые современными компьютерами, аудио-видео техникой, стендами. Имеются также спортивные залы и площадки с необходимыми оборудованием и тренажёрами.

## Факультеты
В Академии действуют 3 факультета:
- Факультет пограничных войск
- Факультет подготовки оперативных работников
- Факультет переподготовки и усовершенствования кадров

## Музей
27 марта 2006 года при Академии был открыт Музей славы. В музее представлены документы, архивные материалы, отражающие деятельность органов безопасности.